# Skala Lovetta
Skala Lovetta – skala służąca ocenie siły mięśniowej w badaniu przedmiotowym.
| 0 | Brak skurczu mięśnia.                                                                                              |
| 1 | Ślad skurczu mięśnia.                                                                                              |
| 2 | Słaby skurcz, umożliwiający ruch w odciążeniu.                                                                     |
| 3 | Dostateczny skurcz, umożliwiający ruch z pokonaniem oporu stawianego przez ciężar własny kończyny.                 |
| 4 | Dobry skurcz, umożliwiający ruch z pokonaniem oporu stawianego przez ciężar własny kończyny oraz przez badającego. |
| 5 | Siła mięśniowa prawidłowa.                                                                                         |